# 薩拉-尤雷蓋河
薩拉-尤雷蓋河是俄羅斯的河流，屬於因迪吉爾卡河的支流，由薩哈共和國負責管轄，河道全長84公里，流域面積約525平方公里，河水主要來自融雪和雨水。